# موجارة خيلية
موجارة خيلية (الاسم العلمي: Gerres equulus) هي نوع من الأسماك تتبع جنس الموجارة من فصيلة الموجارات. موطنها في المياه الساحلية في غرب المحيط الهادئ من كوريا الجنوبية إلى جنوب اليابان، على الرغم من أنها لا تتواجد في جميع أنحاء جزر ريوكيو. هذا النوع يمكن أن يصل إلى طوله القياسي إلى 22.4 سم. وهو نوع مهم تجاريًا لصناعة الأسماك المحلية في اليابان.